# Diocesi di Faenza-Modigliana

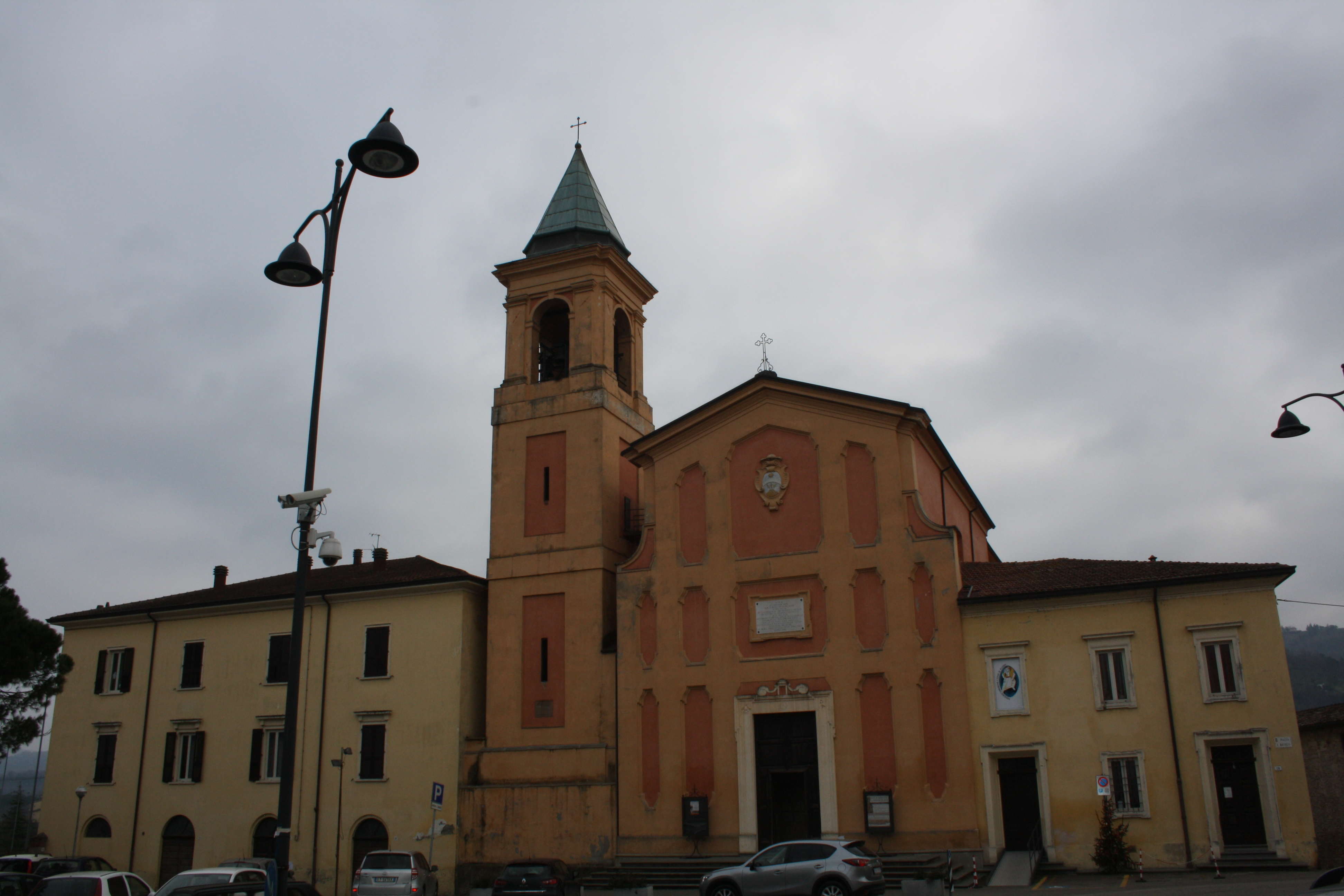
La concattedrale di Santo Stefano a Modigliana.

La diocesi di Faenza-Modigliana (in latino Dioecesis Faventina-Mutilensis) è una sede della Chiesa cattolica in Italia suffraganea dell'arcidiocesi di Bologna appartenente alla regione ecclesiastica Emilia-Romagna. Nel 2023 contava 130.800 battezzati su 139.200 abitanti. È retta dal vescovo Mario Toso, S.D.B.

## Territorio
La diocesi, interamente in Romagna (eccetto Marradi in Toscana), è di dimensioni medio-piccole nel panorama italiano; è circondata dall'arcidiocesi di Ravenna-Cervia (a nord e a est), dalla diocesi di Forlì-Bertinoro (a est), dall'arcidiocesi di Firenze (a sud) e dalla diocesi di Imola (a ovest). Il suo territorio è una striscia lunga e stretta, orientata da nord verso sud: al nord si estende nelle propaggini della Pianura Padana, fin quasi a lambire le Valli di Comacchio; al centro vede la città di Faenza, che da sola raggruppa la metà della popolazione diocesana; al sud si inerpica nei colli e nei monti dell'Appennino tosco-romagnolo, fino a raggiungere lo spartiacque naturale del crinale.
I confini della diocesi, pur rientrando entro i confini storico-geografici della Romagna, comprendono parti di territorio appartenenti a due regioni, Emilia-Romagna e Toscana, e a tre province, quelle di Ravenna, di Forlì-Cesena e di Firenze; i comuni interessati sono diciassette (da nord verso sud, Alfonsine, Ravenna, Fusignano, Sant'Agata sul Santerno, Bagnacavallo, Lugo, Russi, Cotignola, Solarolo, Faenza, Castel Bolognese, Brisighella, Riolo Terme, Modigliana, Casola Valsenio, Marradi, Tredozio). È interessante notare che, per ragioni storiche, esistono due parrocchie che non hanno continuità territoriale con il resto della diocesi: si tratta di due paesi che si trovano all'interno del territorio della diocesi di Imola, pur facendo parte della diocesi di Faenza-Modigliana.

## Struttura ecclesiale
Dal 2017 tutti i settori pastorali della curia diocesana fanno riferimento a cinque uffici:
- annuncio e catechesi;
- società e famiglia;
- liturgia;
- giovani e vocazioni;
- clero e vita consacrata.

Nel territorio sono presenti 86 parrocchie (alcune delle quali molto piccole e senza un parroco residente).
Con decreto dell'8 aprile 2007, solennità di Pasqua, il vescovo Claudio Stagni ha raggruppato le parrocchie dell'intero territorio diocesano in unità pastorali: tali unità pastorali sono state riviste il 26 gennaio 2018 e attualmente sono 18. Ogni unità è formata da alcune parrocchie vicine per territorio e situazione pastorale; è retta da un presbitero coordinatore (designato dal vescovo per 5 anni) e da un'équipe (formata dai parroci dell'unità pastorale e da un rappresentante laico per ogni parrocchia); ha il compito di promuovere e coordinare l'attività pastorale comune (ad esempio: formazione dei catechisti; catechesi agli adulti; preparazione ai sacramenti; pastorale giovanile; attività della Caritas).
A loro volta le unità pastorali sono raggruppate a formare 5 vicariati foranei. Ogni vicariato è affidato ad un vicario foraneo, che viene nominato dal vescovo per la durata di cinque anni dopo aver consultato tutti i presbiteri (diocesani e religiosi) residenti nel vicariato; lo stesso vicario foraneo deve appartenere al vicariato. Le sue competenze sono definite da un decreto vescovile del 15 gennaio 2008.

### Situazione pastorale
Storicamente la diocesi è sempre stata ricca di clero, mentre oggi condivide la situazione di tante diocesi italiane: età media del clero molto elevata; poche vocazioni e scarso ricambio generazionale; contrazione degli ordini religiosi che tendono ad abbandonare alcuni loro conventi e parrocchie. Questa situazione di emergenza sta spingendo due fenomeni positivi: da un lato, il tentativo di un maggior coordinamento tra le varie parrocchie attraverso la creazione delle unità pastorali; dall'altro lato, una maggiore responsabilizzazione dei laici (anche se la promozione dei ministeri istituiti e del diaconato permanente è ancora molto lenta).
In ogni caso, la diocesi riesce ad esprimere una vita di Chiesa vivace ed articolata, soprattutto grazie ai tanti giovani che si impegnano nel volontariato e ai Centri pastorali diocesani che promuovono numerose iniziative e un servizio di coordinamento.

### Luoghi di vita diocesana
Il luogo centrale della diocesi è la cattedrale di Faenza: è la chiesa propria del Vescovo, che qui compie gli atti principali del proprio magistero e della vita liturgica diocesana. La cattedrale, di influenza toscana è importante anche come espressione artistica dell'architettura rinascimentale in Romagna.
A Modigliana si trova la concattedrale di Santo Stefano.
Oltre alla cattedrale, un altro luogo di riferimento della vita pastorale è il seminario diocesano, costruito negli anni cinquanta per la formazione dei seminaristi e adibito oggi a luogo di incontri, conferenze, pastorale vocazionale (una parte del seminario, la "Casa padre Daniele", è stata intitolata al Servo di Dio padre Daniele Badiali, ucciso nel 1997 in una missione in Perù).
Da ricordare infine l'antico Eremo di Gamogna, costruito nell'XI secolo da san Pier Damiani in un impervio luogo dell'Appennino faentino. Il monastero, abbandonato e diroccato per molti secoli, è stato recentemente restaurato ed è ridiventato un luogo di spiritualità, grazie alla presenza di monaci e monache delle Fraternità monastiche di Gerusalemme.

### Patroni della diocesi

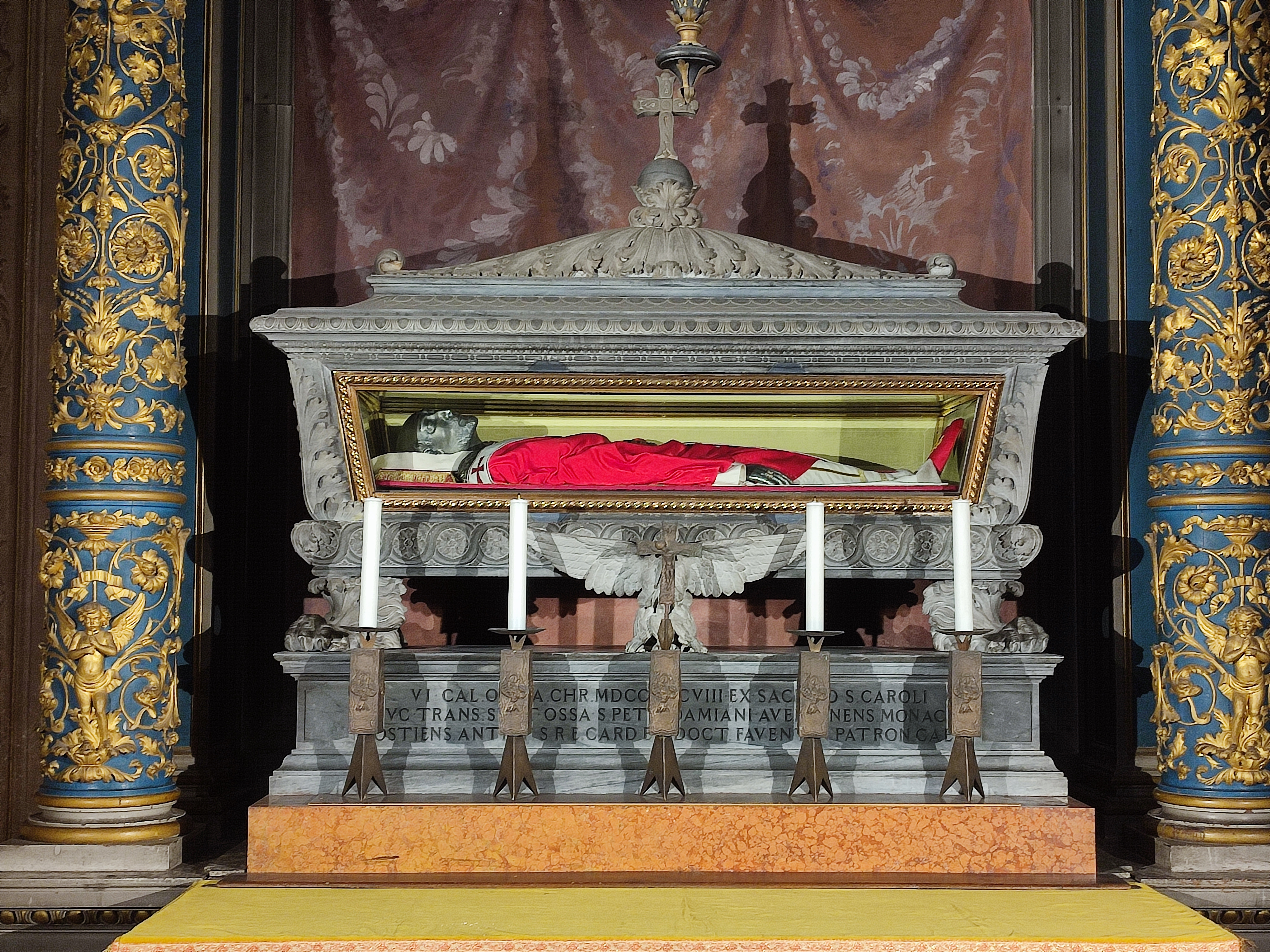
Urna con le ossa di San Pier Damiani, all'interno della cattedrale di Faenza.

Nel 1931 fu proclamata patrona della diocesi Maria, venerata col titolo di Beata Vergine delle Grazie. Viene festeggiata solennemente il sabato precedente la seconda domenica di maggio (in pratica, in occasione della festa della mamma).
L'iconografia raffigura la Vergine delle Grazie nell'atto di spezzare delle frecce, che rappresentano i flagelli e i pericoli da cui lei offre protezione. Tale iconografia risale al 1412, quando venne dipinta su affresco nell'antica chiesa di Sant'Andrea in vineis (oggi San Domenico), come ringraziamento per la liberazione da una pestilenza. In seguito ad altri episodi ritenuti miracolosi, nel 1765 l'affresco venne staccato e portato in cattedrale, nella cappella sinistra del transetto; la cappella, riccamente ornata, è stata eretta a santuario diocesano e conserva tuttora l'immagine. L'affresco mutilo mostra solo il volto e il busto di Maria; le braccia e le mani con le frecce spezzate sono andate perdute, ma sono testimoniate da centinaia di rappresentazioni popolari del territorio.
Patrono secondario della diocesi è San Pier Damiani, il cui corpo è custodito nella cattedrale stessa; la sua festa liturgica ricorre il 21 febbraio.

### Calendario liturgico proprio della diocesi
La diocesi di Faenza-Modigliana ha inserito nel calendario liturgico alcune celebrazioni proprie, secondo uno schema approvato della Congregazione per il culto divino e la disciplina dei sacramenti nel 1975; allora le due diocesi di Faenza e di Modigliana erano ancora separate e il seguente calendario fu approvato per la sola diocesi di Faenza.
| Data                                          | Celebrazione                                                       | Grado               |
| --------------------------------------------- | ------------------------------------------------------------------ | ------------------- |
| 21 febbraio                                   | San Pier Damiani, patrono secondario della diocesi                 | Festa               |
| sabato prima della seconda domenica di maggio | Beata Vergine Maria delle Grazie, patrona principale della diocesi | Solennità           |
| 22 maggio                                     | Santa Umiltà                                                       | Memoria             |
| 23 maggio                                     | Beato Giacomo Filippo Bertoni                                      | Memoria             |
| 23 luglio                                     | Sant'Apollinare, patrono dell'Emilia-Romagna                       | Festa               |
| 27 luglio                                     | Beato Nevolone                                                     | Memoria             |
| 30 luglio                                     | San Terenzio                                                       | Memoria facoltativa |
| 14 ottobre                                    | Dedicazione della basilica cattedrale                              | Festa               |

## Storia

### Sede di Faenza
Documenti storici attestano la presenza al sinodo romano del 313 di un vescovo Constantius a Faventia: è questa la data più antica a cui si può far risalire la diocesi di Faenza, anche se è legittimo pensare che il cristianesimo fosse organizzato in diocesi già nel III secolo. Nello stesso sinodo romano viene citato un Sanctus Sabinus come predecessore di Costanzo; dal XVI secolo questo Sabinus è stato identificato con il Savino di Spoleto, ma senza alcun fondamento.
Suffraganea dell'arcidiocesi di Milano durante il IV secolo (esiste una lettera di sant'Ambrogio indirizzata ad un vescovo faentino), la diocesi passò poi alla provincia ecclesiastica di Ravenna, dopo che questa nel 402 divenne capitale dell'Impero Romano.
Liutprando conquistò e distrusse la città di Faenza nel 740, ma poi ne curò la ricostruzione, estendendo anche l'area di influenza della diocesi fin quasi alle porte di Ravenna. Attorno all'anno 743 il re longobardo, su pressione di papa Zaccaria, donò al vescovo di Faenza le pievi di San Pietro in Sylvis (presso Bagnacavallo), San Giovanni in Lyba (presso Fusignano), Santo Stefano in Barbiano e Sant'Agata (odierna Sant'Agata sul Santerno). Tranne Barbiano, fanno tuttora parte della diocesi.
Nel 743 il titolo di cattedrale fu trasferito dalla chiesa di Santa Maria foris portam a un edificio situato all'interno delle mura cittadine, nello stesso luogo dove si trova l'attuale Duomo. Aveva la facciata volta a levante ed era divisa in tre navate. Durante il Medioevo la cattedrale subì ripetuti incendi a causa dell'impiego del legno come materiale di costruzione. Le fiamme divamparono nel 1045, nel 1132, nel 1151 e nel 1160, finché l'anno successivo non si decise di dotare l'edificio di un tetto di tegole.
In un anno imprecisato dopo il 1099 papa Pasquale II, che ben conosceva il territorio essendo nato nell'Appennino forlivese, sottrasse Faenza dalla giurisdizione metropolitica di Ravenna, alla quale fu restituita il 7 agosto 1119 da papa Gelasio II.
A testimoniare l'importanza della diocesi durante il Medioevo, in una bolla del 1143 di papa Celestino II vengono menzionate ben ventidue pievi appartenenti al suo territorio: tante di esse avevano anche un proprio capitolo di canonici; nel 1301 vengono elencate 22 pievi, 315 parrocchie, 12 monasteri. La vicenda della diocesi seguì poi da vicino quella della città di Faenza. Vide il fiorire della vita religiosa con il massiccio diffondersi degli ordini mendicanti a partire dal XIII secolo (i Francescani furono presenti sin dal 1221).
A partire dal 1509 divenne parte dello Stato della Chiesa. Conobbe poi infiltrazioni luterane, tanto da avere in tutta Italia fama di città protestante. Numerosi furono i personaggi ecclesiastici illustri: il cavaliere del Santo Sepolcro fra' Sabba da Castiglione; il vescovo Annibale Grassi, che fondò il seminario (1576) e consacrò la cattedrale (1581); il cardinale Antonio Pignatelli, poi divenuto papa Innocenzo XII. Per lunghi periodi, dal 1603 al 1726, Faenza fu sede cardinalizia.
Nel 1855 papa Pio IX rese la sede di Faenza suffraganea dell'arcidiocesi di Bologna.
Il 7 ottobre 1972 la diocesi si ingrandì con le parrocchie di San Giacomo in Converselle e di Santa Maria in Ciola, nel comune di Brisighella, cedute dalla diocesi di Modigliana.
Al momento dell'unione definitiva con la diocesi di Modigliana, Faenza comprendeva 80 parrocchie nei comuni di Alfonsine (5), Bagnacavallo (8), Brisighella (10), Casola Valsenio (1), Castel Bolognese (2), Cotignola (2), Faenza (39), Fusignano (4), Lugo (3), Russi (1), Sant'Agata sul Santerno (1), Solarolo (4).

### Sede di Modigliana
Su istanza di Leopoldo II di Toscana, il 7 luglio 1850, con la bolla Ea quo licet, papa Pio IX eresse la diocesi di Modigliana, il Castrum Mutilum citato da Livio, con un centinaio di parrocchie sottratte alle diocesi circostanti, e precisamente le sedi di Faenza (48 parrocchie), Bertinoro (24 parrocchie), Sarsina (17 parrocchie) e Forlì (11 parrocchie). La nuova diocesi fu resa suffraganea dell'arcidiocesi di Firenze.
Il territorio della nuova diocesi comprendeva la cosiddetta Romagna toscana e interessava la zona collinare al confine tra la Toscana (provincia di Firenze) e l'Emilia-Romagna (province di Ravenna e di Forlì): l'alta valle del Lamone (il centro più importante è Marradi); la vallata dell'Acerreta (con Lutirano) e del Tramazzo (con Modigliana e Tredozio); l'alta valle del Montone (con Portico di Romagna, Rocca San Casciano, Dovadola).
Il primo vescovo fu Mario Melini, di Montalcino, direttore del seminario di Pienza, che fu nominato alla fine del 1853 e fece il suo ingresso in Modigliana il 4 maggio 1854. L'11 novembre 1859 Melini inaugurò il seminario diocesano, che funzionava anche come collegio maschile.
Il 25 marzo 1908, in forza del decreto Anno millesimo della Congregazione Concistoriale, la diocesi di Modigliana restituì a quella di Sarsina le parrocchie che le erano state assegnate nel 1850, in occasione dell'erezione della sede modiglianese.
Il territorio fu modificato il 7 ottobre 1972, in forza del decreto Quo aptius della Congregazione per i vescovi. La diocesi di Modigliana cedette alla diocesi di Faenza le parrocchie di San Giacomo in Converselle e di Santa Maria in Ciola, nel comune di Brisighella, e alla diocesi di Forlì i comuni di Castrocaro Terme e Terra del Sole, Dovadola, Portico di Romagna, Rocca San Casciano, San Benedetto in Alpe, il vicariato di Premilcuore-Fantella, le parrocchie di Santa Maria in Cuzzano e di San Biagio in Sarturano, entrambe nel comune di Tredozio, la parrocchia di San Pietro in Senzano e parte del territorio della parrocchia di Santa Maria in Limisano, nel comune di Modigliana.
L'8 settembre 1973 la diocesi di Modigliana passò dalla provincia ecclesiastica di Firenze a quella di Bologna.
L'unione definitiva con la diocesi di Faenza fu l'occasione per una revisione delle parrocchie diocesane che furono ridotte a 9, di cui 5 nel comune di Marradi in Toscana, 2 nel comune di Modigliana e una in quello di Tredozio.

### Sedi unite
Il 5 giugno 1976 Marino Bergonzini fu nominato vescovo di Modigliana e coadiutore di Faenza; il 31 agosto 1976, alle dimissioni del vescovo faentino Giuseppe Battaglia, succedette a quest'ultima sede; le diocesi vennero così unite in persona episcopi, ripristinando l'unione esistente già nella prima parte del Novecento, durante l'episcopato di Ruggero Bovelli (negli anni 1924-1929).
Il 30 settembre 1986, in forza del decreto Instantibus votis della Congregazione per i Vescovi, è stata stabilita la plena unione delle due diocesi e la nuova circoscrizione ecclesiastica, che ha conservato il medesimo territorio delle due sedi precedenti, ha assunto il nome attuale.

## Cronotassi dei vescovi
Si omettono i periodi di sede vacante non superiori ai 2 anni o non storicamente accertati.

### Vescovi di Faenza
- Costantino o Costanzo † (menzionato nel 313)
- Costanzo II ? † (menzionato nel 379 circa)
- Egidio ? † (menzionato nel 454)
- Giusto ? † (menzionato nel 465)[19]
- Leonzio † (menzionato nel 649)
- Vitale I † (menzionato nel 680)
- Giovanni † (menzionato nel 769)
- Deusdedit † (fine VIII secolo / inizio IX secolo)[20]
- Leone I † (menzionato nell'826)
- Romano I † (prima dell'858 - dopo l'861)
- Romano II † (menzionato nell'898)
- Paolo † (menzionato nel 920)
- Gerardo † (prima del 955 - dopo il 973)[21]
- Ildebrando † (prima del 998 - dopo il 1022)[21]
- Eutichio † (prima di marzo 1032 - dopo gennaio 1056)[22]
- Pietro I † (prima di dicembre 1056 - dopo il 6 maggio 1063)[21]
- Ugo † (menzionato il 21 giugno 1063)[21]
- P. † (? - circa 1065/1067 deceduto)[21]
- Leone II † (menzionato nel 1076)[21]
- Ugo II † (menzionato nel 1084)[21]
- Roberto † (prima di marzo 1086 - dopo gennaio 1104)[21]
- Cono † (1104 - ?)[21]
- Pietro II † (prima di agosto 1116 - 1118 deceduto)[21]
- Giacomo † (1118 - dopo il 1130)[21]
- Ramberto † (prima del 1141 - 1168 deceduto)
- Giovanni II † (prima del 1177 - 1190 deceduto)
- Bernardo Balbi † (1192 - 8 agosto 1198 nominato vescovo di Pavia)
- Teodorico Frasconi † (prima del 1202 - 15 luglio 1205 deceduto)
- Ubaldo † (10 agosto 1205 - 21 dicembre 1208 nominato arcivescovo di Ravenna)
- Orlando † (10 agosto 1210 - 21 agosto 1221 deceduto)
- Alberto da Modena † (10 novembre 1221 - dopo il 13 giugno 1239 deceduto)
- Giacomo II † (circa 1241 - ?)
- Giuliano † (prima dell'8 giugno 1242 - 1249)
- Gualtiero Poggi, O.S.A. † (1251 - circa 1257 deceduto)
- Giacomo Petrella † (1258 - 27 dicembre 1273 deceduto)
- Teodorico, O.P. † (1º marzo 1274 - circa 1276 o 1278 deceduto)
- Arpinello † (circa 22 marzo 1278 - 1279 o 1280 deceduto)
- Viviano † (25 gennaio 1282 - 7 agosto 1287 deceduto)
- Lottieri Della Tosa † (1º ottobre 1287 - 1302 ? nominato vescovo di Firenze)
- Matteo Eschini, O.S.A. † (20 gennaio 1302 - maggio 1311 deceduto)
- Ugolino, O.F.M.Conv. † (21 giugno 1311 - giugno 1336 deceduto)
- Giovanni da Brusata, C.R.S.A. † (6 maggio 1337 - prima del 13 agosto 1342 deceduto)
- Etienne Bénier[23] † (24 gennaio 1343 - circa 1378 deceduto)
- Francesco Uguccione † (1378 - 1383 nominato arcivescovo di Benevento)
  - Lupo † (circa 1378 - 28 giugno 1390 nominato vescovo di Lugo) (antivescovo)
- Angelo Ricasoli † (9 febbraio 1383 - 5 agosto 1391 nominato vescovo di Arezzo)
- Orso da Gubbio, O.S.B. † (12 luglio 1391 - 1402)
- Niccolò Ubertini † (26 giugno 1402 - 15 giugno 1406 deposto)
- Pietro da Pago, O.F.M. † (10 luglio 1406 - 19 ottobre 1411 nominato arcivescovo di Spalato)
- Silvestro Della Casa † (4 giugno 1412 - 1428 deceduto)
- Giovanni da Faenza, O.F.M.Conv. † (5 novembre 1428 - 1438 deceduto)

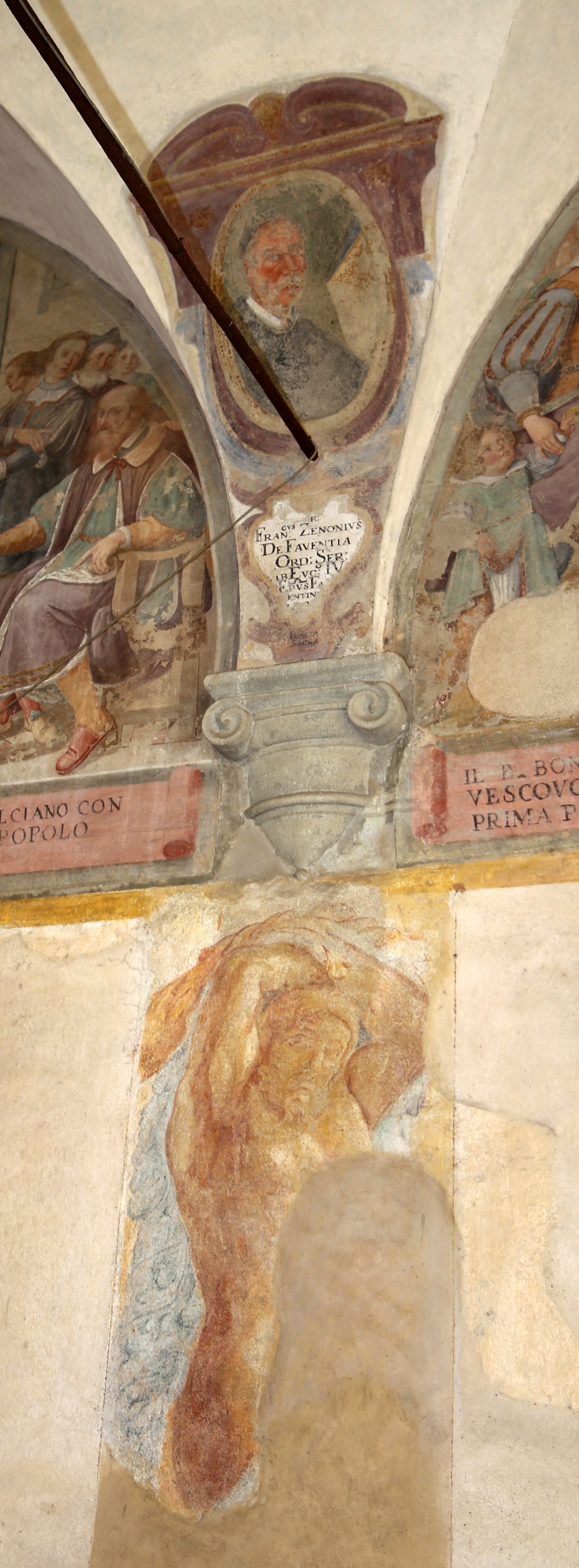
Francesco Zanelli

- Francesco Zanelli (o Zannoni), O.S.M. † (6 dicembre 1438 - 1454 deceduto)
- Giovanni Terma, O.S.M. † (18 luglio 1455 - 20 dicembre 1457 deceduto)
- Alessandro Stampetti † (23 febbraio 1458 - febbraio 1463 deceduto)
- Bartolomeo Gandolfi † (10 aprile 1463 - 4 luglio 1471 deceduto)
- Federico Manfredi † (4 settembre 1471 - 28 settembre 1478 deceduto)
- Battista de' Canonici, O.S.B. † (5 ottobre 1478 - 5 aprile 1510 deceduto)
  - Rodolfo Missiroli † (1478 - ?) (antivescovo)
- Giacomo Pasi † (8 aprile 1510 - 19 luglio 1528 deceduto)
- Pietro Andrea Gambari † (7 agosto 1528 - agosto o settembre 1528 deceduto)
- Rodolfo Pio † (13 novembre 1528 - 1544 dimesso)
- Teodoro Pio † (10 ottobre 1544 - novembre 1561 deceduto)
- Giovanni Battista Sighicelli † (18 marzo 1562 - 12 luglio 1575 deceduto)
- Annibale Grassi (23 luglio 1575 - 1585 dimesso)
- Gian Antonio Grassi † (18 marzo 1585 - 30 luglio 1602 deceduto)
- Giovanni Francesco Biandrate di San Giorgio Aldobrandini † (16 aprile 1603 - 16 luglio 1605 deceduto)
- Erminio Valenti † (3 agosto 1605 - 22 agosto 1618 deceduto)
  - Ilario Mortani di Santa Sofia, O.S.B.Vall. † (1618 - 1618 deceduto) (vescovo eletto)
- Giulio Monterenzi † (1º ottobre 1618 - 23 maggio 1623 deceduto)
- Marco Antonio Gozzadini † (7 giugno 1623 - 1º settembre 1623 deceduto)
- Francesco Cennini de' Salamandri † (2 ottobre 1623 - 1643 dimesso)
- Carlo Rossetti † (4 maggio 1643 - 23 novembre 1681 deceduto)
- Antonio Pignatelli di Spinazzola † (12 gennaio 1682 - 30 settembre 1686 nominato arcivescovo di Napoli; poi eletto papa con il nome di Innocenzo XII)
- Giovanni Francesco Negroni † (7 luglio 1687 - prima dell'11 novembre 1697 dimesso)
- Marcello Durazzo † (11 novembre 1697 - 27 aprile 1710 deceduto)
- Giulio Piazza † (21 luglio 1710 - 23 aprile 1726 deceduto)
- Tommaso Cervioni, O.S.A. † (3 giugno 1726 - 7 febbraio 1729 nominato arcivescovo di Lucca)
- Niccolò Maria Lomellino, C.R.S. † (7 febbraio 1729 - 30 ottobre 1742 deceduto)
- Antonio Cantoni † (17 dicembre 1742 - 28 settembre 1767 nominato arcivescovo di Ravenna)
- Vitale Giuseppe de' Buoi † (28 settembre 1767 - 28 gennaio 1787 deceduto)
- Domenico Mancinforte, S.I. † (23 aprile 1787 - 20 febbraio 1805 deceduto)
- Stefano Bonsignori † (18 settembre 1807 - 23 dicembre 1826 deceduto)[24]
- Giovanni Niccolò Tanara † (21 maggio 1827 - 2 luglio 1832 dimesso[25])
- Giovanni Benedetto Folicaldi † (2 luglio 1832 - 28 maggio 1867 deceduto)
  - Sede vacante (1867-1871)
- Angelo Pianori, O.F.M. † (27 ottobre 1871 - 12 aprile 1884 deceduto)
- Gioacchino Cantagalli † (10 novembre 1884 - 13 agosto 1912 deceduto)[26]
- Vincenzo Bacchi † (2 dicembre 1912 - 23 gennaio 1924 deceduto)
- Ruggero Bovelli † (24 marzo 1924 - 4 ottobre 1929 nominato arcivescovo di Ferrara)
- Antonio Scarante † (30 giugno 1930 - 17 dicembre 1944 deceduto)
- Giuseppe Battaglia † (17 dicembre 1944 succeduto - 31 agosto 1976 ritirato)
- Marino Bergonzini † (31 agosto 1976 succeduto - 6 agosto 1982 ritirato)
- Francesco Tarcisio Bertozzi † (6 agosto 1982 - 30 settembre 1986 nominato vescovo di Faenza-Modigliana)

### Vescovi di Modigliana

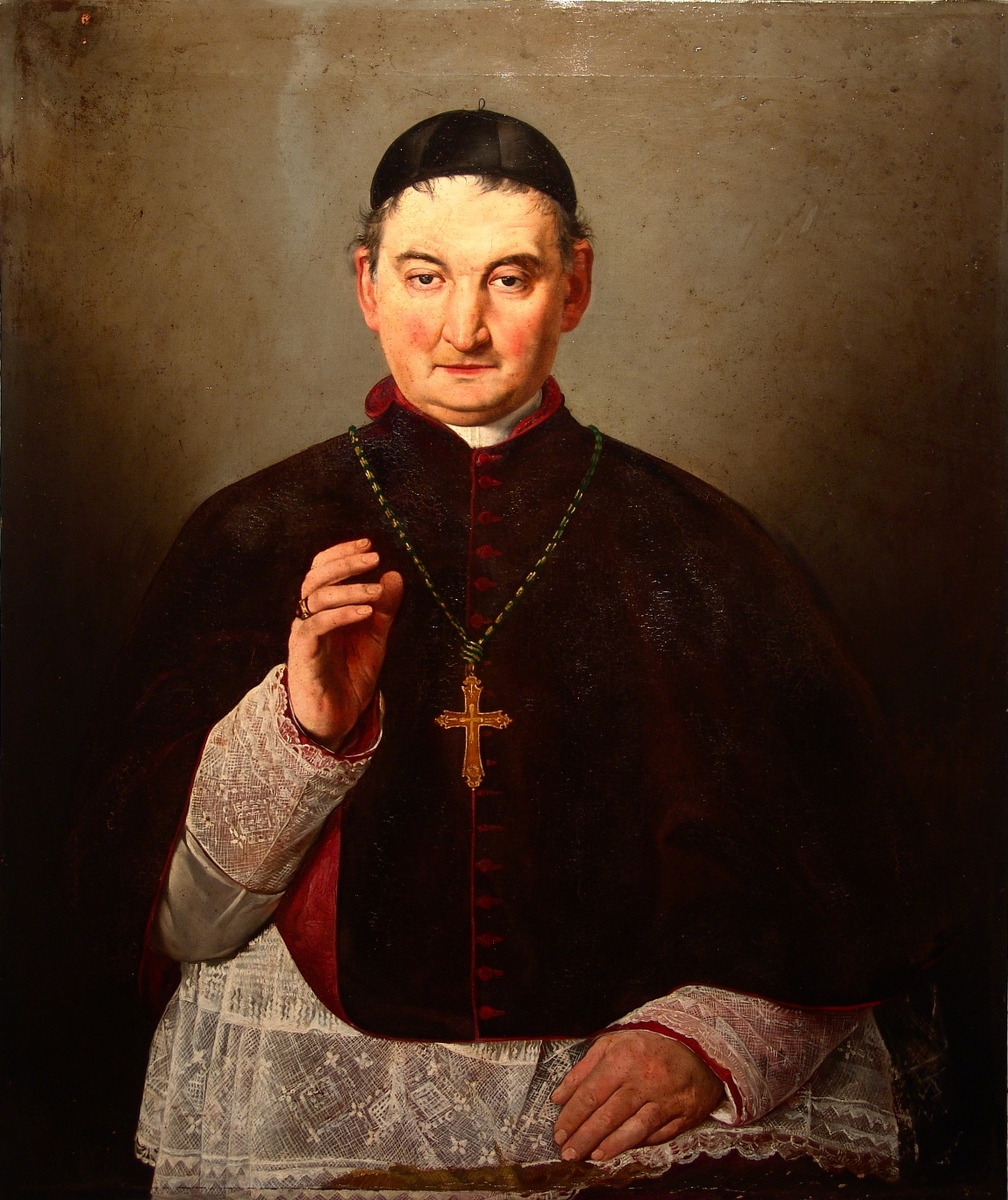
Ritratto del primo vescovo di Modigliana, Mario Melini.

- Mario Melini † (19 dicembre 1853 - 9 marzo 1865 deceduto)
  - Sede vacante (1865-1871)
- Leonardo Giannotti, O.F.M. † (22 dicembre 1871 - 17 luglio 1895 deceduto)
- Sante Mei † (29 novembre 1895 - 16 dicembre 1907 dimesso[27])
- Luigi Capotosti † (8 aprile 1908 - 8 giugno 1914 nominato segretario della Congregazione per la Disciplina dei Sacramenti)
- Ruggero Bovelli † (26 luglio 1915 - 24 marzo 1924[28] nominato vescovo di Faenza)
- Ruggero Bovelli † (1º maggio 1924[29] - 4 ottobre 1929 nominato arcivescovo di Ferrara) (per la seconda volta)
- Massimiliano Massimiliani † (30 giugno 1931 - 30 agosto 1960 deceduto)
- Antonio Ravagli † (30 agosto 1960 succeduto - 30 aprile 1970 nominato vescovo ausiliare di Firenze[30])[31]
- Marino Bergonzini † (5 giugno 1970 - 6 agosto 1982 ritirato)
- Francesco Tarcisio Bertozzi † (6 agosto 1982 - 30 settembre 1986 nominato vescovo di Faenza-Modigliana)

### Vescovi di Faenza-Modigliana
- Francesco Tarcisio Bertozzi † (30 settembre 1986 - 16 maggio 1996 deceduto)
- Benvenuto Italo Castellani (19 aprile 1997 - 31 maggio 2003 nominato arcivescovo coadiutore di Lucca)
- Claudio Stagni (26 aprile 2004 - 19 gennaio 2015 ritirato)
- Mario Toso, S.D.B., dal 19 gennaio 2015

## Persone legate alla diocesi

### Santi
- San Savino, vescovo e martire (secolo III)
- San Terenzio, diacono (secoli VII-VIII)
- San Pier Damiani, cardinale e dottore della Chiesa (1007-1072)
- Santa Umiltà, badessa benedettina vallombrosana (1226-1310)

### Beati
- Beato Nevolone, laico penitente e pellegrino (secolo XIII)
- Beato Antonio Bonfadini, O.F.M. (1400-1482)
- Beato Giacomo Filippo Bertoni, O.S.M. (1454-1483)
- Beata suor Maria Raffaella Cimatti, delle Suore ospedaliere della misericordia (1861-1945)

### Cause di canonizzazione in corso
- Venerabile suor Maria Teresa Lega, delle Suore della Sacra Famiglia (1812-1890)
- Venerabile don Vincenzo Cimatti, S.D.B. (1879-1965)
- Venerabile Nilde Guerra, laica (29 gennaio 1922-1949)
- Servo di Dio Pietro Francesco Baccarini, frate francescano osservante riformato (1600-1678)
- Servo di Dio mons. Paolo Taroni, presbitero diocesano (1827-1902), definito "santo educatore" da don Giulio Facibeni[32]. Sepolto nella cattedrale di Faenza
- Serva di Dio madre Maria Costanza Zauli, fondatrice delle Ancelle adoratrici del Santissimo Sacramento (1886-1954)
- Servo di Dio padre Igino Lega, presbitero diocesano (1911-1951)
- Servo di Dio Daniele Badiali, presbitero diocesano (1962-1997)

## Statistiche
La diocesi nel 2023 su una popolazione di 139.200 persone contava 130.800 battezzati, corrispondenti al 94,0% del totale.
Nelle statistiche seguenti i dati relativi alla diocesi di Faenza e quelli relativi alla diocesi di Modigliana non possono essere sommati e confrontati con i dati relativi alla diocesi di Faenza-Modigliana; nell'operazione di accorpamento, infatti, una parte del territorio, delle parrocchie e dei sacerdoti dalla diocesi di Modigliana sono confluiti nella diocesi di Forlì-Bertinoro.
| anno                         | popolazione | popolazione | popolazione | presbiteri | presbiteri | presbiteri | presbiteri                | diaconi | religiosi | religiosi | parrocchie |
| anno                         | battezzati  | totale      | %           | numero     | secolari   | regolari   | battezzati per presbitero | diaconi | uomini    | donne     | parrocchie |
| ---------------------------- | ----------- | ----------- | ----------- | ---------- | ---------- | ---------- | ------------------------- | ------- | --------- | --------- | ---------- |
| diocesi di Faenza            |             |             |             |            |            |            |                           |         |           |           |            |
| 1908                         | ?           | 103.962     | ?           | 360        | 347        | 13         | ?                         |         |           |           | 114        |
| 1950                         | 124.000     | 125.000     | 99,2        | 280        | 231        | 49         | 442                       |         | 69        | 448       | 118        |
| 1970                         | 127.000     | 128.000     | 99,2        | 231        | 176        | 55         | 549                       |         | 62        | 450       | 123        |
| 1980                         | 132.500     | 135.000     | 98,1        | 190        | 158        | 32         | 697                       |         | 37        | 320       | 124        |
| diocesi di Modigliana        |             |             |             |            |            |            |                           |         |           |           |            |
| 1950                         | 41.227      | 41.260      | 99,9        | 103        | 92         | 11         | 400                       |         | 14        | 146       | 83         |
| 1969                         | 23.462      | 23.531      | 99,7        | 71         | 67         | 4          | 330                       |         | 4         | 113       | 70         |
| 1980                         | 10.430      | 10.500      | 99,3        | 22         | 22         |            | 474                       |         |           | 48        | 41         |
| diocesi di Faenza-Modigliana |             |             |             |            |            |            |                           |         |           |           |            |
| 1990                         | 119.610     | 123.275     | 97,0        | 190        | 163        | 27         | 629                       |         | 34        | 251       | 89         |
| 1999                         | 118.600     | 122.018     | 97,2        | 166        | 141        | 25         | 714                       |         | 34        | 249       | 89         |
| 2000                         | 116.127     | 120.207     | 96,6        | 153        | 132        | 21         | 759                       |         | 30        | 214       | 89         |
| 2001                         | 116.000     | 121.000     | 95,9        | 146        | 127        | 19         | 794                       | 2       | 25        | 197       | 89         |
| 2002                         | 116.000     | 121.000     | 95,9        | 142        | 124        | 18         | 816                       | 2       | 25        | 174       | 89         |
| 2003                         | 116.000     | 121.000     | 95,9        | 134        | 127        | 7          | 865                       | 3       | 12        | 207       | 88         |
| 2004                         | 116.000     | 121.000     | 95,9        | 128        | 121        | 7          | 906                       | 3       | 12        | 205       | 88         |
| 2006                         | 113.000     | 126.034     | 89,7        | 118        | 111        | 7          | 957                       | 5       | 12        | 223       | 88         |
| 2013                         | 132.259     | 140.821     | 93,9        | 92         | 82         | 10         | 1.437                     | 11      | 14        | 141       | 88         |
| 2016                         | 134.652     | 143.400     | 93,9        | 74         | 65         | 9          | 1.819                     | 14      | 12        | 132       | 88         |
| 2019                         | 132.900     | 141.500     | 93,9        | 71         | 62         | 9          | 1.871                     | 15      | 10        | 123       | 87         |
| 2021                         | 131.730     | 140.270     | 93,9        | 66         | 57         | 9          | 1.995                     | 15      | 10        | 113       | 86         |
| 2023                         | 130.800     | 139.200     | 94,0        | 66         | 57         | 9          | 1.981                     | 15      | 10        | 113       | 86         |